# Campionat del Món de motocròs 2003
La temporada de 2003 del Campionat del Món de motocròs fou la 47a edició d'aquest campionat, organitzat per la FIM. El calendari oficial constava de 12 Grans Premis, celebrats entre el 30 de març i el 14 de setembre.
Aquella fou la darrera temporada en què el mundial l'organitzà Dorna (la societat que organitzava també el mundial de velocitat) i, també, la darrera a disputar-se amb el sistema del "triple Gran Premi", introduït per aquesta entitat el 2001. Aquest sistema, consistent a córrer una sola mànega a cada Gran Premi de cadascuna de les tres categories (125, Motocross GP i 650cc), totes al mateix dia, feia que els pilots poguessin obtenir punts per a dos o fins i tot tres campionats diferents en un sol Gran Premi. Com a anècdota que ha quedat en la història d'aquest esport, aquell any Stefan Everts aconseguí la victòria a les tres curses d'un Gran Premi el mateix dia, concretament al de França, a Ernée, el 14 de setembre.
Aquella temporada destaca dins la història del motocròs català pel subcampionat del món que aconseguí Javier García Vico a la categoria de 650cc, el millor resultat obtingut mai per un català en aquesta disciplina.

## Noves Categories
Aquell any s'estrenà una nova formulació del campionat acordada per la FIM, que substituïa la clàssica de 500cc, 250cc i 125cc vigent fins al 2002. Fou més que res un canvi de nomenclatura, ja que l'autèntica reformulació de categories s'instaurà l'any següent. En aquesta ocasió, simplement es canviaren els noms de dues categories i s'augmentà el topall de cilindrada de la màxima. El campionat, doncs, quedà així:
- Motocross GP (MX1 a partir del 2004), era el nou nom de l'antiga classe de 250 cc.
- 125cc (MX2 a partir del 2004), seguia igual.
- 650cc (MX3 a partir del 2004), era el nou nom de l'antiga classe de 500 cc. Ara s'hi admetien motors de fins a 650 cc.

## Sistema de puntuació
Barem de puntuació de 2002 ençà:
| Posició | 1  | 2  | 3  | 4  | 5  | 6  | 7  | 8  | 9  | 10 | 11 | 12 | 13 | 14 | 15 | 16 | 17 | 18 | 19 | 20 |
| Punts   | 25 | 22 | 20 | 18 | 16 | 15 | 14 | 13 | 12 | 11 | 10 | 9  | 8  | 7  | 6  | 5  | 4  | 3  | 2  | 1  |

## Grans Premis
| Ronda | Data           | Gran Premi                       | Lloc          | 125 cc          | Motocross GP   | 650 cc         |
| ----- | -------------- | -------------------------------- | ------------- | --------------- | -------------- | -------------- |
| 1     | 30 de març     | Gran Premi d'Espanya             | Bellpuig      | Mickaël Maschio | Mickaël Pichon | Joël Smets     |
| 2     | 13 d'abril     | Gran Premi dels Països Baixos    | Valkenswaard  | Steve Ramon     | Stefan Everts  | Joël Smets     |
| 3     | 4 de maig      | Gran Premi d'Europa              | Teutschenthal | Marc de Reuver  | Mickaël Pichon | Joël Smets     |
| 4     | 1 de juny      | Gran Premi d'Itàlia              | Montevarchi   | Stefan Everts   | Stefan Everts  | Joël Smets     |
| 5     | 8 de juny      | Gran Premi de Bulgària           | Sevlievo      | Mickaël Maschio | Stefan Everts  | Joël Smets     |
| 6     | 22 de juny     | Gran Premi d'Àustria             | Karntenring   | Stefan Everts   | Ben Townley    | Joël Smets     |
| 7     | 6 de juliol    | Gran Premi de Suècia             | Uddevalla     | Stefan Everts   | Ben Townley    | Joël Smets     |
| 8     | 20 de juliol   | Gran Premi de Bèlgica            | Namur         | Stefan Everts   | Stefan Everts  | Joël Smets     |
| 9     | 10 d'agost     | Gran Premi dels Països Baixos    | Lierop        | Stefan Everts   | Stefan Everts  | Cédric Melotte |
| 10    | 24 d'agost     | Gran Premi d'Alemanya            | Gaildorf      | Stefan Everts   | Tyla Rattray   | Joël Smets     |
| 11    | 31 d'agost     | Gran Premi de la República Txeca | Loket         | Stefan Everts   | Stefan Everts  | Joël Smets     |
| 12    | 14 de setembre | Gran Premi de França             | Ernée         | Stefan Everts   | Stefan Everts  | Stefan Everts  |

## Motocross GP (250cc)

### Classificació final
| Posició | Pilot             | Motocicleta | Punts |
| ------- | ----------------- | ----------- | ----- |
| 1       | Stefan Everts     | Yamaha      | 275   |
| 2       | Joël Smets        | KTM         | 235   |
| 3       | Mickaël Pichon    | Suzuki      | 188   |
| 4       | Brian Jorgensen   | Honda       | 176   |
| 5       | Kenneth Gundersen | Kawasaki    | 150   |
| 6       | Andrew McFarlane  | Kawasaki    | 141   |
| 7       | Marnicq Bervoets  | Yamaha      | 131   |
| 8       | Claudio Federici  | Yamaha      | 127   |
| 9       | Kevin Strijbos    | Suzuki      | 121   |
| 10      | Yoshitaka Atsuta  | Honda       | 117   |

## 125cc

### Classificació final
| Posició | Pilot            | Motocicleta | Punts |
| ------- | ---------------- | ----------- | ----- |
| 1       | Steve Ramon      | KTM         | 233   |
| 2       | Stefan Everts    | Yamaha      | 218   |
| 3       | Andrea Bartolini | Yamaha      | 206   |
| 4       | Mickaël Maschio  | Kawasaki    | 202   |
| 5       | Erik Eggens      | KTM         | 146   |
| 6       | Tyla Rattray     | KTM         | 137   |
| 7       | Marc De Reuver   | KTM         | 136   |
| 8       | Alessio Chiodi   | Yamaha      | 132   |
| 9       | Stephen Sword    | KTM         | 131   |
| 10      | Luigi Séguy      | Yamaha      | 116   |

## 650cc (500cc)

### Classificació final
| Posició | Pilot              | Motocicleta | Punts |
| ------- | ------------------ | ----------- | ----- |
| 1       | Joël Smets         | KTM         | 290   |
| 2       | Javier García Vico | KTM         | 260   |
| 3       | Cedric Melotte     | Honda       | 203   |
| 4       | Danny Theybers     | Husaberg    | 147   |
| 5       | Michal Kadlecek    | Yamaha      | 142   |
| 6       | Roman Jelen        | Honda       | 129   |
| 7       | Fabrizio Dini      | Honda       | 128   |
| 8       | Antti Pyrhonen     | Yamaha      | 107   |
| 9       | Bernd Eckenbach    | KTM         | 102   |
| 10      | Mark Eastwood      | Honda       | 97    |
| 11      | Trampas Parker     | KTM         | 94    |

## Resum: Podi final 2003
|           | Motocross GP   | Motocross GP | 125 cc           | 125 cc | 650 cc             | 650 cc |
| Campió    | Stefan Everts  | Yamaha       | Steve Ramon      | KTM    | Joël Smets         | KTM    |
| Subcampió | Joël Smets     | KTM          | Stefan Everts    | Yamaha | Javier García Vico | KTM    |
| Tercer    | Mickaël Pichon | Suzuki       | Andrea Bartolini | Yamaha | Cedric Melotte     | Honda  |